# واسطة (منطق)
الواسطة في عرف العلماء على قسمين: الواسطة في الثبوت والواسطة في الإثبات.

## الواسطة في الثبوت
الواسطة في الثبوت هي أن يكون الشيء واسطة أي علة لثبوت وصف لشيء آخر في نفس الأمر.
وهو قسمان:
1. أحدهما أن لا يثبت ذلك الوصف للواسطة أصلا فيكون هناك عارض واحد بالذات والاعتبار كالنقطة العارضة للخط بواسطة التناهي، وكالأعراض القائمة بالممكنات بواسطة الواجب
2. وثانيهما أن تتصف الواسطة بذلك الوصف وبواسطتها يتصف ذلك الشيء الآخر به، لا أن هناك اتصافين حقيقيين لامتناع قيام الوصف الواحد بموصوفين حقيقة بل اتصاف بالحقيقة للواسطة وبتبعيتها لذلك الشيء الآخر، إذ لا محذور في جواز تعدد الشيء بالاعتبار، وهذا القسم يسمى واسطة في العروض تمييزا لها عن القسم الأول.

## الواسطة في الإثبات
الواسطة في الإثبات ويسمى واسطة في التصديق أيضا، وهي ما يقرن بقولنا «لأنه» حين يقال «لأنه كذا» فذلك الشيء الذي يقرن بقولنا هو الوسط أي الواسطة في الإثبات، كما إذا قلنا العالم حادث لأنه متغير، فحين قلنا لأنه اقترن به المتغير هو الوسط.

فعلى هذا فالواسطة هي الحد الأوسط، ورفع تلك الواسطة يوجب عدم الاحتياج إلى الدليل فيكون ثبوت أمر لشيء حينئذ بينا مستغنيا عن الاستدلال، بخلاف رفع الواسطة في الثبوت فإن حاصله عدم احتياج أمر في ثبوته لشيء في نفس الأمر إلى آخر، وليس ذلك مستلزما للاستغناء عن الدليل.